# Carea phantera
Carea phantera är en fjärilsart som beskrevs av Louis Beethoven Prout 1932. Carea phantera ingår i släktet Carea och familjen trågspinnare. Inga underarter finns listade i Catalogue of Life.